# 노희지
노희지(1988년 2월 27일 ~ )는 대한민국의 배우이다. 

## 생애
노희지는 1988년 2월 27일 충청남도 공주시 유구읍에서 아버지 노형식 어머니 사이에서 1남 1녀 중 장녀로 태어나 유년시절 서울특별시 서초구 반포동으로 이사를 가 서울잠원초등학교를 거쳐 경원중학교와 반포고등학교를 거쳐 한양대학교 연극영화학과를 졸업했고 그리고 1993년 MBC '뽀뽀뽀'로 데뷔하였다.

## 학력
- 서울잠원초등학교 (졸업)
- 경원중학교 (졸업)
- 반포고등학교 (졸업)
- 한양대학교 연극영화학과 (졸업)

## 출연작

### 드라마
| 연도 | 방송사 | 제목                            | 역할      | 비고 |
| ---- | ------ | ------------------------------- | --------- | ---- |
| 1997 | SBS    | OK목장                          |           |      |
| 1997 | SBS    | 여자                            | 성승옥    |      |
| 1997 | SBS    | 뉴욕스토리                      |           |      |
| 1998 | SBS    | 엄마의 딸                       |           |      |
| 1998 | SBS    | 7인의 신부                      |           |      |
| 1999 | SBS    | 지금은 사랑할 때                |           |      |
| 1998 | KBS2   | 행복을 만들어 드립니다          |           |      |
| 1998 | KBS2   | 세바구니의 행복                 |           |      |
| 1998 | KBS2   | 킬리만자로의 표범               |           |      |
| 1994 | MBC    | 우리들의 천국                   | 전희순    |      |
| 1994 | MBC    | 전원일기                        | 최혜란    |      |
| 1994 | MBC    | 베스트극장 - 녹천에는 그가 산다 |           |      |
| 1995 | MBC    | 두 아빠                         | 나누리    |      |
| 1997 | MBC    | 남자 셋 여자 셋                 | 박진숙    |      |
| 1998 | MBC    | 여자 대 여자                    | 정슬기    |      |
| 1998 | MBC    | 아니 벌써                       | 권윤숙    |      |
| 2006 | MBC    | 주몽                            | 소령 신녀 |      |
| 2011 | MBC    | 내 마음이 들리니                | 박 대리   |      |
| 2012 | MBC    | 아랑사또전                      | 선녀      |      |

### 예능
| 날짜          | 방송사 | 제목                    | 역할               | 비고 |
| ------------- | ------ | ----------------------- | ------------------ | ---- |
| 1993년        | MBC    | 뽀뽀뽀                  | 진행자             |      |
| 1994년        | EBS1   | 꼬마요리사              | 진행자             |      |
| 1994년        | MBC    | 토요일 토요일은 즐거워  | 게스트             |      |
| 1995년        | KBS2   | 슈퍼선데이              | 패널               |      |
| 1995년        | KBS2   | 밤과 음악 사이          | 게스트             |      |
| 1995년        | KBS2   | 가족오락관              | 게스트             |      |
| 1995년        | KBS2   | 풍물기행 세계를 가다    | 패널               |      |
| 1996년        | KBS2   | 노영심이 여는 세상      | 게스트             |      |
| 1996년        | KBS2   | 토요일 전원출발         | 패널               |      |
| 1998년        | KBS2   | 엄마와 함께 동화나라로  | 진행자             |      |
| 1999년        | KBS2   | 행복채널                | 패널               |      |
| 1999년        | KBS2   | 체험 삶의 현장          | 게스트             |      |
| 1999년        | KBS2   | 생방송 좋은 아침입니다  | 게스트             |      |
| 2005년        | KBS2   | 스타골든벨              | 게스트             |      |
| 2005년~2006년 | MBC    | 일촌클리닉 터놓고말해요 | 진행자             |      |
| 2007년        | KBS1   | 가족오락관              | 게스트             |      |
| 2012년        | KBS2   | 개그콘서트              | 위대한 유산 게스트 |      |
| 2016년        | SBS    | 자기야 백년손님         | 게스트             |      |

## CF
- 1995년 DL모터스 윙크
- 1995년 한국가스안전공사
- 1995년 에치와이 에이스
- 1995년 한국방송광고진흥공사공익광고협의회 깨끗한 선거 (제1회 전국동시지방선거를 소재로 한 공익광고)
- 1995년 라라산업 소리나는인형 보솜이
- 1995년 금성출판사 에플파피,하늘천따지
- 1995년 오리온 뽀꼬뽀꼬
- 1995년 CJ제일제당 소금구이맛햄 (김미숙과 공동 출연)
- 1995년 CJ제일제당 꼬마 고기산적 (맹상훈과 공동 출연)
- 1995년 CJ제일제당 레또쇠고기카레 (김혜자와 공동 출연)
- 1995년 국립자연사박물관설립추진위원회 세계자연사전시회5억년전
- 1996년 CJ제일제당 피치엔나
- 1996년 대영프로덕션 노희지의 천재교실
- 1998년 대교방송 나비야나비야

## 수상 경력
- 1994년 한국관광공사 초롱이와 색동이 선발대회 - 선[1]